# Kandapurpura
Kandapurpura (Kinh đô Phật) (các tên gọi khác theo tiếng Việt, hay tiếng Hoa là: Phật Thệ, Phật thành, Thành Lồi, Điển Xung) là một trong hai kinh đô của nước Lâm Ấp, kinh đô khác là Simhapura. Kandapurpura được xây dựng và sử dụng trong khoảng 1 thế kỷ từ đầu thế kỷ 4 đến cuối thế kỷ 4 (sau năm 380) trong thời kỳ phật giáo tiểu thừa (Thevarada) và Ấn Độ giáo ảnh hưởng nhiều tới Lâm Ấp.

## Vị trí
Theo các ghi chép trong Thủy Kinh chú và những khảo cổ phát hiện ra những di tích còn sót lại, các nhà nghiên cứu kế tiếp nhau như L.Aurousseau, Đào Duy Anh, Ngô Văn Doanh...đã xác minh được vị trí của kinh đô Kandapurpura (Phật Thệ) nằm di chỉ Thành Lồi, ở vị trí mà ngày nay là xã Thủy Xuân, Huế, phía bắc và phía tây là sông Hương chảy vòng bao bọc, phía nam và phía đông là đồng bằng

## Lịch sử
Theo nghiên cứu, thành đô này được người Chăm xây dựng vào thời vua Phạm Duật với sự góp phần của Phạm Văn (học được kỹ thuật xây thành từ Trung Quốc) vào đầu thế kỷ 4, sau khi chiếm được miền bắc (khu vực ngày nay là từ đèo Ngang tới đèo Hải Vân của Giao Châu). Như vậy, lãnh thổ Lâm Ấp đã kéo ra đến dãy Hoành Sơn, và vua Phạm Văn đã dời thủ phủ từ phía nam thuộc Tượng Lâm (Quảng Nam ngày nay) ra thành phố Huế.
Sau các cuộc tấn công từ Giao Châu bởi Ôn Phóng Chi, thứ sử Giao Châu, Lâm Ấp đã phải dời đô về vùng Trà Kiệu với tên gọi kinh đô mới là Simhapura, tuy nhiên các triều đại Chăm Pa sau này vẫn sử dụng thành Kandapurpura như là một trong những trọng trấn ở miền Bắc